# Monturull

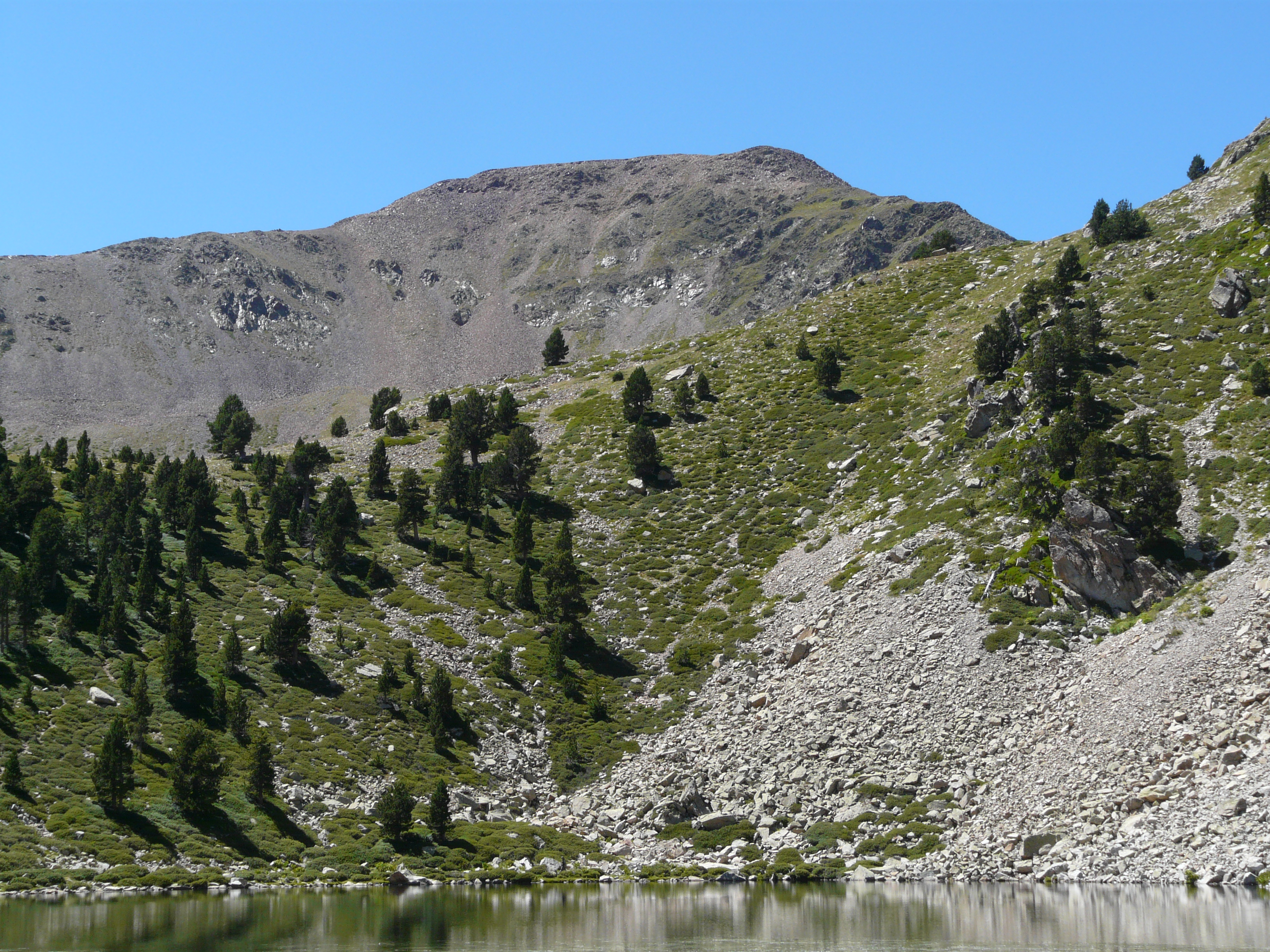
El Monturull detrás del lago Grande de la Pera.

El Monturull  (también denominado la Torre de los Soldados o la Torreta del Soldat) es una montaña de 2760 metros situada entre los municipios de les Valls de Valira, Lles de Cerdaña y la parroquia de Escaldas-Engordany.

## Rutas
- Desde el refugio de los lagos de la Pera.
- Desde el valle de Claror en Andorra.